# Funzione sintattica
Le funzioni sintattiche riguardano il ruolo sintattico (e non semantico) che i sintagmi svolgono nella struttura della frase. Esse sono soggetto, oggetto (diretto e indiretto) e i vari complementi. (Berruto 2011),

## Descrizione
- Il sintagma nominale (abbreviato: SN) può assumere, nella frase, il ruolo (ovvero la funzione sintattica) di soggetto, oppure di complemento oggetto.
- Il sintagma preposizionale (SPrep) può valere da oggetto indiretto (cioè il complemento di termine) o da qualsiasi complemento.
- Il sintagma verbale (SV) ha il ruolo di predicato.

A queste tre funzioni sintattiche fondamentali si aggiungono poi numerosi complementi. Nella lingua italiana, che non ha morfologia di caso, questi complementi sono espressi da sintagmi preposizionali.
Insieme agli schemi valenziali e ai ruoli semantici, le funzioni sintattiche rappresentano uno dei tre princìpi di funzionamento della sintassi. Fanno parte della struttura superficiale della frase. (Berruto 2011, cap. 4.3.1; Roncoroni 2005, cap.4)

## Analisi sintattica
Per ogni verbo vengono specificate le categorie sintattiche che realizzano i ruoli tematici degli argomenti. 
Per esempio, il verbo guardare prevede due argomenti (verbo bivalente) i cui ruoli tematici sono agente e paziente, realizzati rispettivamente dalle categorie sintattiche soggetto (SN) e oggetto (SN). 
In particolare:
- il soggetto, cioè chi compie l’azione, è rappresentato nell’albero sintagmatico Grammatica generativa#Grammatiche libere dal contesto e strutture ad albero dal sintagma nominale che è figlio diretto di F (frase nel suo complesso);
- l’oggetto, cioè chi subisce l’azione, è rappresentato nell’albero sintagmatico dal sintagma nominale che è figlio diretto del sintagma verbale (SV).

(Aspetti semantici e sintattici del verbo , 17-18; Roncoroni 2005, cap.4).
Le funzioni sintattiche tradizionali possono essere ridefinite sulla base della nozione di valenza (verbale). Il soggetto è la prima valenza di ogni verbo (l'unica nel caso dei verbi monovalenti). L’oggetto diretto è la seconda valenza e l’oggetto indiretto (cioè il complemento di termine) la terza. (Berruto 2011, cap. 4.3.1)